# 沒有眼淚的世界
《沒有眼淚的世界》（涙のない世界）是日本音樂團體AAA的第52張單曲，於2016年10月5日由avex trax發售。

## 概要
- A面曲《沒有眼淚的世界》是日本電視台節目「スッキリ！！」 10月的主題曲，亦是豪斯登堡「光之王國」電視廣告歌曲。
- B面曲《Yell》是全日本空手道連盟公認應援歌曲，亦是進研ゼミプラス「勝ちにいく夏篇」的電視廣告歌曲。
- B面曲《Jewel》是成員宇野實彩子和伊藤千晃主唱，繼《淚之絆》後再度由女成員擔任主唱的B面曲；此曲是手機遊戲《魔法氣泡》的電視廣告歌曲和VIP「Geo World VIP」的電視廣告歌曲。
- 此單曲有2個版本，分別有「CD+DVD」和「CD ONLY」。「CD+DVD」收錄了《沒有眼淚的世界》的PV、Making和《Jewel》的PV。
- 在10月17日於公信榜單曲週排行榜取得第5位。
- 在第58屆日本唱片大獎獲得「優秀作品獎」

## 收錄内容

### CD
1. 沒有眼淚的世界
（作詞：森月キャス / Rap詞：Mitsuhiro Hidaka / 作曲：日比野裕史 / 編曲：ats-、清水武仁、渡辺徹）
2. Yell
（作詞：鳥海雄介 / Rap詞：Mitsuhiro Hidaka / 作曲：渡辺徹）
3. Jewel
（作詞：溝口貴紀 / 作曲：葛谷葉子）
4. 沒有眼淚的世界 (Instrumental)
5. Yell (Instrumental)
6. Jewel (Instrumental)

### DVD
1. 沒有眼淚的世界（Music Video）
2. 沒有眼淚的世界（Making）
3. Jewel（Music Video）